# Parachorius fungorum
Parachorius fungorum là một loài bọ cánh cứng trong họ Bọ hung (Scarabaeidae).